# Grethe Thordahl
Grethe Marie Thordahl (født 11. december 1926 i Ingerslev, død 29. juni 2004) var en dansk skuespillerinde.
Mest kendt i sine unge år for optrædener på Aarhus Teater.
I København optrådte hun bl.a. på Nørrebros Teater og ABC Teatret. I 1949 spillede hun Annie Get Your Gun til succes på Nørrebros Teater
1957-1960 var hun bosat i Stockholm, hvor hun gæsteoptrådte på flere scener, også med afstikkere til Norge.
I 1949 blev hun gift med teaterdirektør Knud Pheiffer. Ægteskabet holdt fire år, hvorefter Grethe Thordahl ægtede komponisten Hans Schreiber.
I de senere år var hun gift med tidligere finansminister Poul Møller.

## Udvalgt filmografi
- Far betaler – 1946
- Mani – 1947
- Kampen mod uretten – 1949
- Smedestræde 4 – 1950
- Fodboldpræsten – 1951
- Husmandstøsen – 1952
- Bejleren - en jysk røverhistorie – 1975